# Pteropera uniformis
Pteropera uniformis är en insektsart som beskrevs av Bruner, L. 1920. Pteropera uniformis ingår i släktet Pteropera och familjen gräshoppor. Inga underarter finns listade i Catalogue of Life.